# Ultimul glonț
Ultimul glonț (în engleză One in the Chamber) este un film de acțiune american din 2012, regizat de William Kaufman. El a fost produs de Motion Picture Corporation of America (MPCA) și a fost lansat direct pe DVD. Avându-i în rolurile principale pe Cuba Gooding Jr. și Dolph Lundgren, filmul relatează luptele între două familii mafiote originare din fosta URSS după trei ani de pace. Grupările interlope se stabiliseră la Praga unde se implicaseră în afaceri de anvergură cu droguri și cu arme. Pentru a-și lichida inamicii, ele apelează la ucigași plătiți, lupta între cele două familii transformându-se între o luptă între cei doi asasini. În final, cei doi ucigași decid să se unească și să-i ucidă pe toți mafioții.
Filmările au fost efectuate în majoritate în România (la București, Brasov, și pe platourile MediaPro de la Buftea), dar și în Cehia. În film joacă și actori români, îndeosebi în rolurile secundare.

## Rezumat
După căderea comunismului, infractorii din fosta URSS au migrat în Europa de Est unde au stabilit un sindicat al crimei în țările în care autoritățile erau lipsite de putere, iar legile au fost înlocuite cu criminalitatea. Traficanții de arme și de droguri au transformat orașul Praga în sediul lor, realizând afaceri de milioane de dolari din vânzarea de arme către diferite bande. Principalele două familii mafiote din Praga sunt cea a Tavanianilor și cea a Suverovilor, conduse de Vlad Tavanian (Alin Panc) și Mikhail Suverov (Andrew Bicknell).
Ray Carver (Cuba Gooding Jr.) este un asasin mercenar plătit care lucrează pentru două familii mafiote rivale, lucrând pentru oricine îl plătește. În timpul liber, el o păzește din umbră pe fata uneia dintre fostele lui ținte, Janice Knowles (Claudia Bassols), oferindu-i protecție ca plată pentru uciderea tatălui ei și pentru faptul că a fost reticent să o omoare și pe ea. Deoarece Vlad Tavanian a încălcat înțelegerea dintre cele două grupări prin realizarea de afaceri cu Nicholai Dvorak (Bogdan Uritescu), „țarul local al drogurilor”, Carver este angajat de Suverov pentru a lichida clanul Tavanian. Atentatul reușește parțial, dar Demyan Ivanov (Louis Mandylor), una din țintele sale din clanul Tavanianilor, reușește să scape și îi amenință pe Suverovi.
Situația se complică după atentat, Ivanov amenințând cu uciderea lui Mikhail Suverov ca pedeapsă pentru moartea lui Vlad Tavanian. Deoarece Carver eșuase, Suverov îl angajează pe Alexei „The Wolf” Andreev (Dolph Lundgren), un legendar asasin rus despre care se credea că ar fi doar o legendă, pentru a duce treaba la bun sfârșit (uciderea celor din gruparea Tavanian). Între timp, prin intermediarul Leo Crosby (Billy Murray), Carver este angajat de Demyan Ivanov pentru a-l ucide pe Bobby Suverov (Leo Gregory), fratele șefului grupării rivale. El își îndeplinește misiunea, dar este observat de un martor, prostituata Nadia (Alexandra Murăruș), care îl anunță pe Mikhail. Acesta din urmă este furios și vrea să-l omoare pe Ray Carver pentru a răzbuna moartea fratelui său, dându-i o dispoziție în acest sens lui Alekseev. „Lupul” îi ucisese anterior pe majoritatea membrilor grupării Tavanian. Leo este forțat să divulge adresa secretă la care locuia Carver și faptul că acesta o păzea pe Janice.
Lupta dintre familiile mafiote devine astfel o luptă între cei doi asasini plătiți, dar cum totul pentru ei se rezumă la bani, cei doi își unesc forțele pentru a ieși cu bine din mijlocul uriașului război între bande, dându-și seama că în final vor fi și ei uciși de către alți ucigași. În timp ce se luptau unul cu celălalt, fiecare își dă seama că bandele mafiote îi manipulează, iar uciderea celuilalt nu-i va aduce niciun folos. Intermediarul Leo este ucis și el în războiul dintre bande, iar Janice este răpită de mafioți și folosită ca ostatică. Cei doi asasini plătiți îi ucid pe rând pe membrii grupărilor interlope din Praga și pun mâna pe bani acestora, sprijinindu-se unul pe celălalt. În finalul filmului, cei doi pleacă în Statele Unite ale Americii, unde Carver o trimisese anterior și pe Janice, după ce o eliberase din mâinile mafioților ce o luaseră ca ostatică. Alexei „The Wolf” Andreev îl vizitează pe Ray Carver și devin prieteni, urmărind să colaboreze la acțiunile următoare.
Carver îi trimite lui Janice Biblia pe care o luase din mâinile tatălui ei, într-un soi de încercare de a obține iertarea acesteia.

## Distribuție
- Cuba Gooding Jr. - Ray Carver
- Dolph Lundgren - Aleksey Andreev
- Claudia Bassols - Janice Knowles
- Andrew Bicknell - Mikhail Suverov
- Cătălin Babliuc - Liev
- Louis Mandylor - Demyan Ivanov
- Leo Gregory - Bobby Suverov
- Lia Sinchevici - Mila
- George Remeș - Gregori
- Alin Panc - Vlad Tavanian
- Billy Murray - Leo Crosby
- Florin Roată - Junior
- Alexandra Murăruș - Nadia
- Aaron McPherson - Peter
- Andrei Ciopec - chelnerul
- Bogdan Uritescu - Nicholai Dvorak
- Jimmy Townsend - Ivan
- David Medina - Matous
- Bogdan Farkas - terorist
- Justin Bursch - prieten
- Patricia Poienaru - Juliana
- Slavi Slavov - terorist
- Annalee Gooding - pasageră din autobuz
- Zane Jarcu (necreditat) - terorist
- Kelly Riemenschneider (necreditat) - tatăl lui Janice Knowles
- Lulu Riemenschneider (necreditată) - mica Janice Knowles

## Producție
Scenariul filmului a fost scris de Derek Kolstad, Benjamin Shahrabani, Chad Law	și Evan Law, ultimii doi nefiind înscriși pe generic.  Autorul subiectului este Benjamin Shahrabani. Filmul a fost regizat de regizorul William Kaufman și produs de Brad Krevoy, Justin Bursch și Patrick Newall. Producători executivi au fost Reuben Liber, Mike Callaghan, Francisco J. González, Roman Viaris-de-Lesegno și Kevin Kasha, iar producători asociați Chad Law, Evan Law, Mark Bakunas și Craig Borden. Coproducători au fost Peter Bandera, Jonathon Komack Martin și Darin Spillman, iar din partea părții române Patricia Poienaru. Regizori secunzi au fost Craig Borden și Maria Niță.
Billy Murray a confirmat că va participa la filmări la 4 iulie 2011. Trailerul filmului a fost prezentat la 27 iunie 2012. primul clip din film a fost prezentat la 23 iulie 2012.
Filmările au avut loc în perioada 7 iulie - 1 august 2011 și s-au desfășurat în România (la București, Brasov și Buftea) și Cehia (o secvență adițională).  S-a filmat la sediul Poliției Capitalei, într-un abator dezafectat, într-un club, la fostul sediu Imod și pe strada de lângă Ateneu. Vremea a fost caniculară, iar actorii erau îmbrăcați în haine de piele și au resimțit căldura. Circulația nu a fost oprită pe străzile unde se filma, iar unii membri ai echipei încercau să oprească autobuzele ce treceau prin cadru, având în mână o armă. 
Colaboratorul român al companiilor producătoare a fost studioul MediaPro reprezentată de Andreea Stănculeanu. Muzica a fost compusă și dirijată de John Roome. Cascadoriile au fost coordonate de Diyan Hristos (șeful cascadorilor fiind Răzvan Puiu), dublurile lui Cuba Gooding Jr. și Dolph Lundgren fiind Mark Hicks și Diyan Hristov. Circa 25–30% dintre actori erau români (restul, cu excepția celor două vedete, fiind britanici), ca și majoritatea cascadorilor.  Vorbind de condițiile de filmare din România, producătorul Justin Bursch a afirmat: „Există mult mai multă flexibilitate aici, nu ai la fel de multe restricții ca în alte locuri. (...) Nu știu cum vin alți producători și filmează în România, dar noi căutăm realmente un parteneriat. Nu vrem să venim și să le dictăm cum să își facă treaba. E un efort de echipă, simt că e și filmul lor, nu doar al nostru”. Un alt producător, Patrick Newall, a susținut că „Mediapro s-a dovedit un partener excelent. [...] Oamenii sunt dispuși să rezolve problemele și în moduri alternative. Dacă ai fi altundeva ți s-ar spune «asta nu se poate face, e imposibil cu bugetul ăsta». Aici oamenii găsesc soluții, sunt dispuși să colaboreze și sunt foarte buni la rezolvarea problemelor. Noi am venit din SUA doar cu directorul de imagine, pentru că el și regizorul lucrează în echipă de mult timp. Restul departamentelor și persoanelor creative le găsim aici. [...] Am o mare admirație pentru etica muncii la români. Dacă îi tratezi cu respect, obții foarte multe de la ei”.
Actorul Dolph Lundgren se afla pentru a doua oară în România, după ce mai filmase aici cu șapte ani în urmă. Întrebat despre schimbările remarcate în țară, el a afirmat: „[țara] s-a modernizat. Îmi place în continuare. Am mai făcut filme în Bulgaria și, prin comparație, România e mai occidentalizată. Bulgaria seamănă mai degrabă cu Rusia”. Actorul, care regizează și filme, și-a exprimat intenția de a realiza în România o coproducție româno-suedeză, o poveste de dragoste cu spioni care se petrece în Suedia în timpul Primului Război Mondial. Vorbind despre acest film, el a afirmat că cea mai dificilă secvență din film este cea în care luptă corp la corp cu Cuba Gooding Jr. 
Efectele speciale au fost realizate de Adrian Popescu, efectele vizuale de Felician Lepădatu, iar efectele pirotehnice de Ion Badea. Filmul a fost produs de Motion Picture Corporation of America (MPCA) și distribuit de Anchor Bay Films.

## Recepție
Ultimul glonț a avut parte de o lansare limitată în cinematografele din SUA. 
Filmul a avut parte de recenzii ușor pozitive. Movie Ramblings a scris că „Ultimul glonț este un thriller în stare perfectă – doar să nu vă așteptați la prea mult”. Very Aware a scris: „Nu este cu siguranță cel mai rău lucru pe care-l veți pune vreodată în playerul Blu-ray, dar ar trebui să-l puneți în playerul blu-rayIt’s certainly not the worst thing you’ll ever put in your blu-ray player, but put it in your blu-ray player you should”. The Other View a scris: „În cel mai bun caz, închiriați-l înainte de a-l cumpăra, dar cred că merită”.  We've Got This Covered a scris: „este un bun exemplu de cum să faci un bun film direct pentru DVD”.